# Martin et Martine (émission de télévision)
Martin et Martine était une émission de télévision française pour la jeunesse diffusée chaque jeudi après-midi de 17 h à 17 h 45 sur RTF Télévision d'octobre 1953 à avril 1957.

## Principe de l'émission
À travers ce programme conçu pour les enfants entre quatre et huit ans, les marionnettes Martin et Martine font voyager les jeunes téléspectateurs à travers les rues de Paris pour leur faire découvrir les principaux monuments et attractions que compte la capitale. Ces promenades sont également agrémentées de jeux, de mimes et d’actualité.
Agnès Folgoas et Jean Rieubon, tous deux âgés de 4 ans, prêtent leurs traits et leurs voix aux marionnettes de Martine et Martin.
Martin et Martine est la première émission télévisée à laquelle participe le chanteur Johnny Hallyday et où il interprète Dans les plaines du Far-West .

## Personnages
Les dialogues de Martin et Martine (devons-nous conduire de nuit ou pas ? que faire ce de cheveu blanc qui vient d'apparaître ?) reflètent des préoccupations d'adultes, mais il n'est pas directement possible de savoir si Martin et Martine sont des adultes ou des enfants qui jouent aux adultes. Cela est laissé à l'appréciation du jeune spectateur.